# باتسلاند (داکوتای جنوبی)
باتسلاند(به انگلیسی: Batesland) شهری در ایالت داکوتای جنوبی کشور ایالات متحده آمریکا است که جمعیت آن در سرشماری سال ۲۰۱۰ میلادی، ۱۰۸ نفر بوده‌است.